# Mona Malm

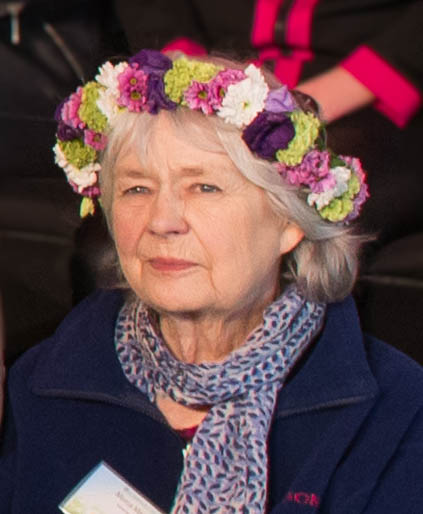
Mona Malm (2015)

Mona Malm (* 24. Januar 1935 in Stockholm; † 12. Januar 2021 ebenda) war eine schwedische Filmschauspielerin.

## Leben
Mona Malm war die Tochter der Konditoren Harald Ericsson und Inez geb. Malmberg. Im Alter von sieben Jahren besuchte sie die Ballettschule, spielte in Skansen Kindertheater und trat im Radio auf.
Unter der Regie Ingmar Bergmans trat sie in dessen Filmen Das Lächeln einer Sommernacht, Das siebente Siegel, Ach, diese Frauen und Fanny und Alexander auf.
Sie war mit dem Architekten Lars Wahlman, einem Enkel von Lars Israel Wahlman, verheiratet und hat zwei Kinder.

## Filmografie (Auswahl)
- 1945: Det var en gång...
- 1946: Ödemarksprästen
- 1954: Åsa-Nisse på hal is
- 1954: Gula divisionen
- 1955: Die Neue (Flickan i regnet)
- 1955: Das Lächeln einer Sommernacht (Sommarnattens leende)
- 1957: Das siebente Siegel (Det sjunde inseglet)
- 1957: Vägen genom Skå
- 1957: Mamma tar semester
- 1957: Värmlänningarna
- 1958: Fridolf sticker opp!
- 1958: Kvinna i leopard
- 1959: Romeo och Julia i Östberlin (Fernsehfilm)
- 1959: Får jag låna din fru?
- 1959: Die Gräfin mit der Peitsche (Ryttare i blått)
- 1962: Siska
- 1963: Prins hatt under jorden
- 1964: Ach, diese Frauen (För att inte tala om alla dessa kvinnor)
- 1965: ...för vänskaps skull...
- 1965: Nattmara – Der Killer von Stockholm (Nattmara)
- 1966: Hallo, Roland (Heja Roland!)
- 1967: Roseanna
- 1969: Kameleonterna
- 1978: Det andre skiftet
- 1982: Fanny und Alexander (Fanny och Alexander)
- 1987: Sommarkvällar på jorden
- 1988: Etwas Lebendiges für den lahmen Peter (Nånting levande åt Lame-Kal)
- 1992: Die besten Absichten (Den goda viljan)
- 1993: Glädjekällan
- 1995: Höst i paradiset
- 1996: Jerusalem
- 1997: Spring för livet
- 1999: Stjärnsystrar
- 1999: Där regnbågen slutar
- 2000: Födelsedagen
- 2003: Mamma pappa barn
- 2005: Vinnare och förlorare
- 2005: Bang Bang Orangutang
- 2006: Nach der Hochzeit (Efter brylluppet)
- 2009: Stenhuggaren (Fernsehfilm)
- 2010–2013: Solsidan (Fernsehserie, 11 Episoden)